# 萨万
萨万（法語：Savins，法語發音：[savɛ̃] ⓘ）是法国塞纳-马恩省的一个市镇，属于普罗万区。

## 地理
萨万（48°30'36"N, 3°11'59"E）面积6.6 平方千米，位于法国法蘭西島大區塞纳-马恩省，该省份为法国北部内陆省份，北起瓦兹省，西接埃松省、马恩河谷省、塞纳-圣但尼省和瓦兹河谷省，南至卢瓦雷省，东南接约讷省，东临马恩省和奥布省，东北接埃纳省。
与萨万接壤的市镇（或旧市镇、城区）包括：瑞蒂尼、利济讷、隆格维尔、帕鲁瓦、圣卢德诺、蒙图瓦地区索尼奥勒、泰尼西。

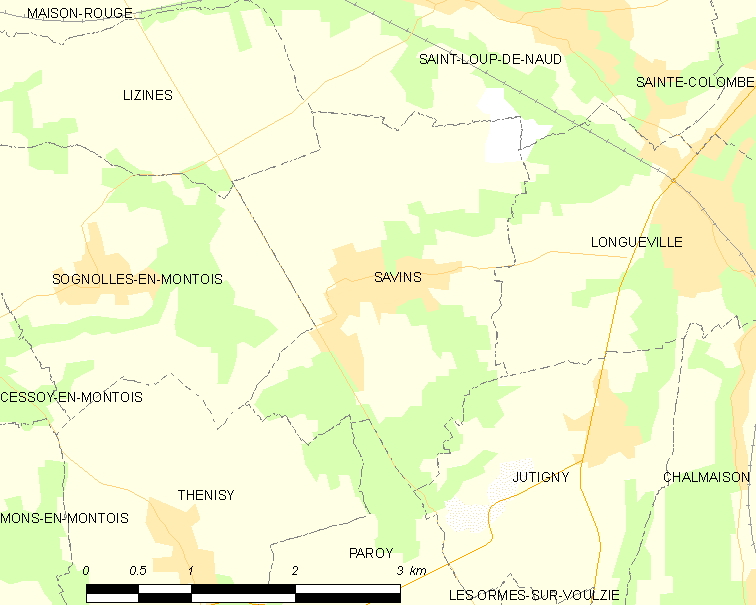
萨万的OSM定位图

萨万的时区为UTC+01:00、UTC+02:00（夏令时）。

## 行政
萨万的邮政编码为77650，INSEE市镇编码为77446。

## 政治
萨万所属的省级选区为普罗万县。

## 人口

1962-2008年间萨万人口变化图示

萨万于2022年1月1日时的人口数量为604人。